# The Gaslight Anthem

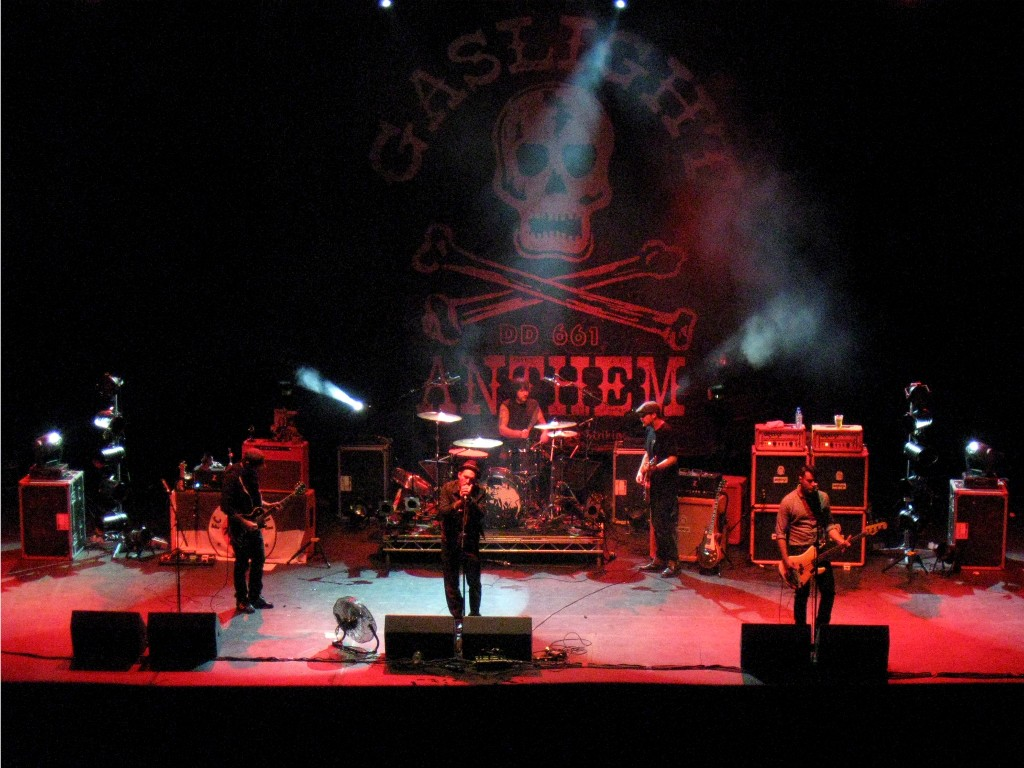
Gaslight Anthem apresentando-se em 2010.

The Gaslight Anthem é uma banda de rock alternativo formada em 2006 na cidade de New Brunswick, New Jersey. Em julho de 2015 a banda anunciou estar entrando em hiato por tempo indeterminado.
Sua última formação foi: Brian Fallon (vocal/guitarra), Alex Rosamilia (guitarra/ backing vocal), Alex Levine (baixo/backing vocal) e Benny Horowitz (bateria).
Ganharam notoriedade em 6 de agosto de 2008, quando tornaram-se a primeira banda da história a aparecer na capa da Kerrang! Magazine sem a revista ter escrito anteriormente alguma matéria sobre eles. Na época, a publicação disse que eles eram "A melhor banda nova que você vai ouvir em 2008".
Em agosto de 2009, a banda conquistou um Kerrang! Awards como "Melhor Artista/Banda Estreante Internacional"

## Membros
- Brian Fallon – Vocais, guitarra rítmica (2006–2015)
- Alex Rosamilia – guitarra, backing vocals (2006–2015)
- Alex Levine – baixo, backing vocals (2006–2015)
- Benny Horowitz – baterias, percussão (2006–2015)

Músicos Convidados para a Turnê
- Ian Perkins – Teclados, guitarras adicionais, backing vocals (2010–2015)

Ex-membros
- Mike Volpe – guitarra (2006)

## Discografia

### Álbuns de Estúdio
| 2007                                   | Sink or Swim - Released: 29 May 2007 - Label: XOXO (XOXO009) - Format: CD, LP                     | —  | —  | —  | —  | —  | —  | — | —  | —  | —  | —  | —  | —  |              |
| 2008                                   | The '59 Sound - Released: 19 August 2008 - Label: SideOneDummy - Format: CD, LP, digital download | 70 | —  | —  | —  | —  | —  | — | —  | —  | —  | —  | —  | 55 | - BPI: Ouro  |
| 2010                                   | American Slang - Released: 15 June 2010 - Label: SideOneDummy - Format: CD, LP, digital download  | 16 | 67 | 33 | 54 | 12 | 35 | 8 | 15 | 44 | 19 | 45 | 34 | 18 | - BPI: Prata |
| 2012                                   | Handwritten - Released: 24 July 2012 - Label: Mercury - Format: CD, LP, digital download          | 3  | 14 | 5  | 16 | 5  | 45 | 2 | 7  | 3  | 18 | 25 | 12 | 2  | - BPI: Prata |
| 2014                                   | Get Hurt - Released: 19 August 2014 - Label: Island - Format: CD, LP, digital download            | 4  | 11 | 9  | 26 | 3  | 37 | 3 | 13 | 19 | —  | —  | 14 | 4  |              |
| "—" denotes albums that did not chart. |                                                                                                   |    |    |    |    |    |    |   |    |    |    |    |    |    |              |

### Coletâneas
| 2013                                   | Singles Collection: 2008-2011 - Released: 18 June 2013 - Label: SideOneDummy - Format: 7" singles box set (limited to 2,500 copies) | —  | —  | —  | —  | —  |
| 2014                                   | The B-Sides - Released: 28 January 2014 - Label: SideOneDummy - Format: CD                                                          | 82 | 63 | 70 | 91 | 63 |
| "—" denotes albums that did not chart. | |    |    |    |    |    |

### Ao Vivo/DVDs
| Year | Album details                                                                  |
| ---- | ------------------------------------------------------------------------------ |
| 2009 | Live at Park Ave. - Released: 19 April 2009 - Label: SideOneDummy - Format: LP |
| 2013 | Live in London - Released: 17 December 2013 - Label: Mercury - Format: DVD     |

### EPs
| Ano  | Detalhes do EP                                                                                 |
| ---- | ---------------------------------------------------------------------------------------------- |
| 2008 | Señor and the Queen - Released: 4 February 2008 - Label: Sabot Productions - Format: CD, LP    |
| 2008 | Sink or Swim Demos - Released: 14 July 2008 - Label: Devildance - Format: LP                   |
| 2011 | iTunes Session - Released: 12 October 2011 - Label: SideOneDummy - Format: Digital download    |
| 2012 | Hold You Up - Released: 23 November 2012 - Label: Mercury - Format: LP                         |
| 2012 | Here Comes My Man - Released: 28 November 2012 - Label: Mercury - Format: CD, digital download |

### Singles
| "The '59 Sound"                         | 2008 | 35 | —  | 34 | 26 | 25 | —  | —  | —   | The '59 Sound  |
| "Old White Lincoln"                     | 2008 | —  | —  | —  | —  | —  | —  | —  | —   | The '59 Sound  |
| "Great Expectations"                    | 2009 | —  | —  | —  | —  | 25 | —  | —  | —   | The '59 Sound  |
| "The '59 Sound" (re-release)            | 2009 | —  | —  | —  | —  | —  | —  | 64 | 115 | The '59 Sound  |
| "The Backseat"                          | 2009 | —  | —  | —  | —  | —  | —  | —  | —   | The '59 Sound  |
| "American Slang"                        | 2010 | —  | —  | 32 | 44 | 27 | —  | —  | —   | American Slang |
| "Bring It On"                           | 2010 | —  | —  | —  | —  | —  | —  | —  | —   |                |
| "The Spirit of Jazz"                    | 2010 | —  | —  | —  | —  | —  | —  | —  | —   |                |
| "Boxer"                                 | 2010 | —  | —  | —  | —  | 31 | —  | —  | —   |                |
| "45"                                    | 2012 | 11 | 15 | 7  | 20 | —  | 91 | 57 | 75  | Handwritten    |
| "Here Comes My Man"                     | 2012 | —  | —  | —  | —  | —  | —  | —  | —   | Handwritten    |
| "Rollin' and Tumblin"                   | 2014 | —  | —  | —  | —  | —  | —  | —  | —   | Get Hurt       |
| "Get Hurt"                              | 2014 | —  | 43 | —  | —  | —  | —  | —  | —   | Get Hurt       |
| "Stay Vicious"                          | 2014 | —  | —  | —  | —  | —  | —  | —  | —   | Get Hurt       |
| "—" denotes singles that did not chart. |      |    |    |    |    |    |    |    |     |                |

## Videoclipes
| Ano  | Clipe                        | Diretor(es)                |
| ---- | ---------------------------- | -------------------------- |
| 2006 | "Drive"                      | Kevin Slack                |
| 2007 | "I'da Called You Woody, Joe" | Kevin Slack                |
| 2008 | "The '59 Sound"              | Kevin James Custer         |
| 2008 | "Old White Lincoln"          | Kevin Slack Joe Maziarski  |
| 2009 | "Great Expectations"         | Kevin James Custer         |
| 2010 | "American Slang"             | Kevin James Custer         |
| 2011 | "Bring It On"                | Kevin Slack                |
| 2012 | "45"                         |                            |
| 2012 | "Handwritten"                | Kevin Slack Benny Horowitz |
| 2012 | "Here Comes My Man"          | Kevin Slack                |
| 2014 | "Get Hurt"                   | Emil Nava                  |
| 2014 | "Rollin' and Tumblin'"       | Emil Nava                  |

### Participações em Outros Projetos
| Ano  | Canção                                           | Álbum                                                                            |
| ---- | ------------------------------------------------ | -------------------------------------------------------------------------------- |
| 2006 | "Drive" [demo version]                           | Go-Kart Vs. The Corporate Giant, Vol.4                                           |
| 2007 | "I'da Called You Woody, Joe"                     | Generic Insight Radio, Vol. 1                                                    |
| 2008 | "Wooderson"                                      | Warped Tour 2008 Tour Compilation, Disc 1                                        |
| 2008 | "God's Gonna Cut You Down"                       | All Aboard: A Tribute to Johnny Cash                                             |
| 2008 | "The '59 Sound"                                  | Kerrang! The Album 2008                                                          |
| 2009 | "Old White Lincoln" [Live at Asbury Park, NJ]    | Nr. 0609 Musikexpress                                                            |
| 2009 | "Great Expectations" [Live at Webster Hall, NYC] | Sound Check 124                                                                  |
| 2012 | "Changing of the Guards"                         | Chimes of Freedom: Songs of Bob Dylan Honoring 50 Years of Amnesty International |
| 2013 | "Misery"                                         | NCIS: Los Angeles (The Original TV Soundtrack)                                   |
| 2013 | "Capo 4th Fret"                                  | The Songs of Tony Sly: A Tribute                                                 |

## Ver Tambpém
- The Horrible Crowes - Duo musical formado pelo vocalista e pelo guitarrista do The Gaslight Anthem.